# Ordningsregler

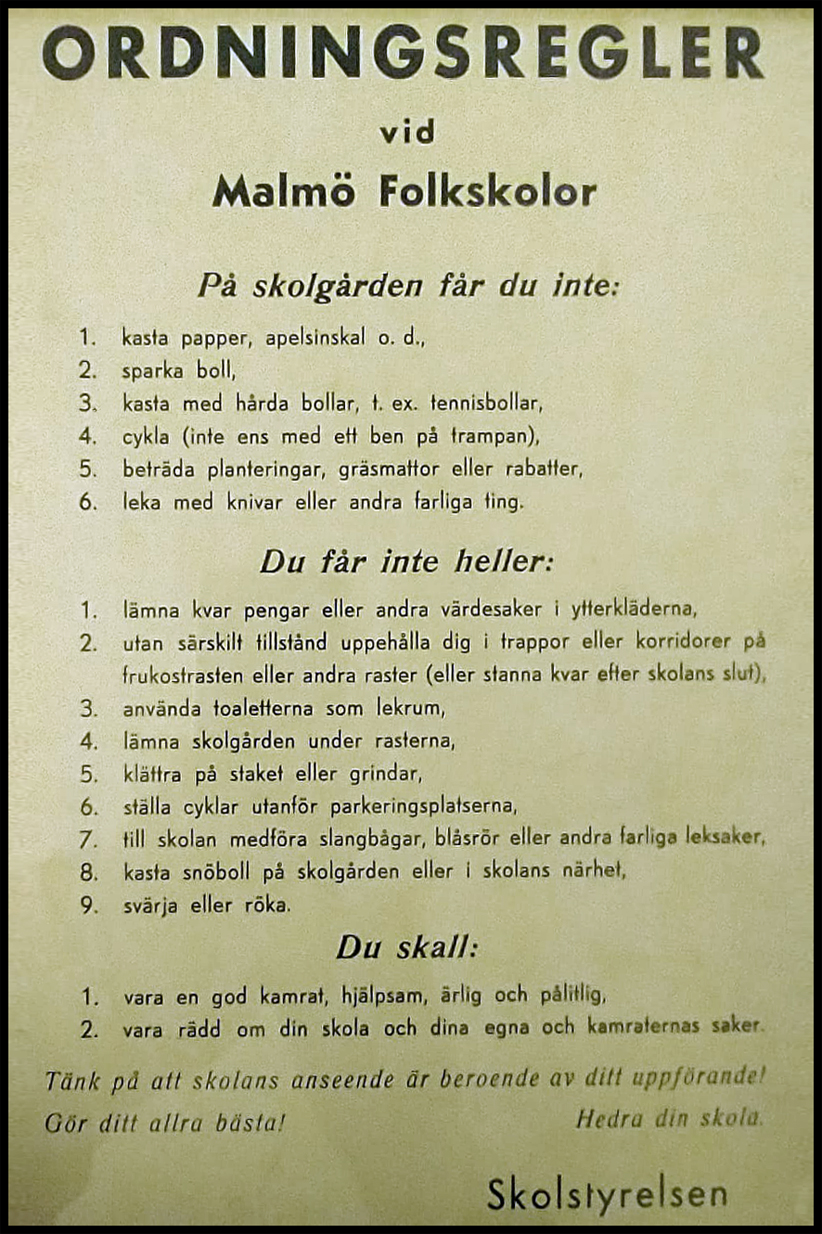
Ordningsregler på skolgården för Malmö folkskolor från 1950.

Ordningsregler är en samling av regler som skall åtlydas.

## I skolan
Den vanligaste formen av ordningsregler är de som finns för elever i skolan och enligt den svenska skollagen skall alla skolor (undantaget vuxenutbildning) ha ordningsregler, vilka beslutas av rektor.
En elev som bryter mot skolans regler kan bli bestraffad med allt från kvarsittning eller anmärkning till, i värsta fall, relegering från skolan.
Regler anses vanligtvis ha en positiv inverkan på både eleven och klassrumsmiljön. Att använda disciplinära åtgärder kan vara en möjlighet för klassen att reflektera och lära sig om konsekvensen av att bryta mot regler.

## I parlamentariska sammanhang
Även inom parlamentariska sammanhang förekommer "ordningsregler" ("Rules of Order"), vilka snarare reglerar mötesprocedurerna än personers uppträdande. (Dock är, speciellt, den förre talmannen i det brittiska underhuset, John Bercows rop "Order, Order!", samtidigt som han slog klubban i bordet när han krävde ordning i salen, kanske välbekant.)